# Nepal na Letnich Igrzyskach Olimpijskich 2008
Nepal na Letnich Igrzyskach Olimpijskich 2008 reprezentowało 8 zawodników: 4 mężczyzn i 4 kobiety. Był to jedenasty start reprezentacji Nepalu na letnich igrzyskach olimpijskich.

## Skład reprezentacji

### Judo
Kobiety
| Zawodniczka | Konkurencja | 1/16                 | Ćwierćfinał         | Półfinał            | Pierwsza runda repasaży | Ćwierćfinał repasaży | Półfinał repasaży   | Finał/BM            |    |
| Zawodniczka | Konkurencja | Przeciwniczka Wynik  | Przeciwniczka Wynik | Przeciwniczka Wynik | Przeciwniczka Wynik     | Przeciwniczka Wynik  | Przeciwniczka Wynik | Przeciwniczka Wynik |    |
| ----------- | ----------- | -------------------- | ------------------- | ------------------- | ----------------------- | -------------------- | ------------------- | ------------------- | -- |
| Debu Thapa  | - 63 kg     | Wang C-f P 100 - 000 | NQ                  | NQ                  | NQ                      | NQ                   | NQ                  | NQ                  | NQ |

### Lekkoatletyka
Mężczyźni
| Zawodnik           | Konkurencja | Finał   | Finał   |
| Zawodnik           | Konkurencja | Wynik   | Miejsce |
| ------------------ | ----------- | ------- | ------- |
| Arjun Kumar Basnet | maraton     | 2:23:09 | 45.     |

Kobiety
| Zawodniczka        | Konkurencja   | Eliminacje | Eliminacje | Ćwierćfinał | Ćwierćfinał | Półfinał | Półfinał | Finał | Finał   |    |
| Zawodniczka        | Konkurencja   | Wynik      | Miejsce    | Wynik       | Miejsce     | Wynik    | Miejsce  | Wynik | Miejsce |    |
| ------------------ | ------------- | ---------- | ---------- | ----------- | ----------- | -------- | -------- | ----- | ------- | -- |
| Chandra Kala Thapa | bieg na 100 m | 13,15      | 72.        | NQ          | NQ          | NQ       | NQ       | NQ    | NQ      | NQ |

### Pływanie
Mężczyźni
| Zawodnik       | Konkurencja          | Eliminacje | Eliminacje | Półfinał | Półfinał | Finał | Finał   |
| Zawodnik       | Konkurencja          | Czas       | Miejsce    | Czas     | Miejsce  | Czas  | Miejsce |
| -------------- | -------------------- | ---------- | ---------- | -------- | -------- | ----- | ------- |
| Prasiddha Shah | 50 m stylem dowolnym | 27,59      | 81.        | NQ       | NQ       | NQ    | NQ      |

Kobiety
| Zawodniczka    | Konkurencja          | Eliminacje | Eliminacje | Półfinał | Półfinał | Finał | Finał   |
| Zawodniczka    | Konkurencja          | Czas       | Miejsce    | Czas     | Miejsce  | Czas  | Miejsce |
| -------------- | -------------------- | ---------- | ---------- | -------- | -------- | ----- | ------- |
| Karishma Karki | 50 m stylem dowolnym | 32,35      | 81.        | NQ       | NQ       | NQ    | NQ      |

### Podnoszenie ciężarów
Mężczyźni
| Zawodnik               | Konkurencja | Rwanie | Rwanie  | Podrzut | Podrzut | Razem  | Miejsce |
| Zawodnik               | Konkurencja | Wynik  | Miejsce | Wynik   | Miejsce | Razem  | Miejsce |
| ---------------------- | ----------- | ------ | ------- | ------- | ------- | ------ | ------- |
| Kamal Bahadur Adhikari | - 69 kg     | 114 kg | 28.     | 154 kg  | 22.     | 268 kg | 22.     |

### Strzelectwo
Kobiety
| Maya Kyapchaki | karabin pneumatyczny 10 m | 380 | 46. | NQ | NQ | NQ | NQ |

### Taekwondo
Mężczyźni
| Zawodnik     | Konkurencja | 1/16             | Ćwierćfinał      | Półfinał         | Ćwierćfinał repasaży | Półfinał repasaży | Finał/BM         |
| Zawodnik     | Konkurencja | Przeciwnik Wynik | Przeciwnik Wynik | Przeciwnik Wynik | Przeciwnik Wynik     | Przeciwnik Wynik  | Przeciwnik Wynik |
| ------------ | ----------- | ---------------- | ---------------- | ---------------- | -------------------- | ----------------- | ---------------- |
| Deepak Bista | - 80kg      | Saei P 7 - 0     | NQ               | NQ               | Zhu P 2 - 6          | NQ                | NQ               |